# Will Grayburn Moore
Will Grayburn Moore (* 24. Juli 1905 in Dartford; † 27. Januar 1978 in Oxford) war ein britischer Romanist und Literaturwissenschaftler.

## Leben
Moore studierte am Magdalen College, Oxford. Er promovierte 1930 an der Universität Straßburg mit der Arbeit La Réforme allemande et la littérature française. Recherches sur la notoriété de Luther en France (Straßburg 1930). Von 1931 bis 1933 war er Assistant Lecturer in Manchester, von 1934 bis 1972 lehrte er in Oxford als Fellow des St John’s College (Oxford), zuletzt als Professor (Reader) für französische Literatur.

## Werke
- France and Germany. An introduction to a European problem, London 1932
- Molière. A new criticism, Oxford 1949, 1968
- Racine, Britannicus, London 1960
- French classical literature. Essay, London 1961
- La Rochefoucauld. His mind and art, Oxford 1969
- French achievement in literature, London 1969
- The Classical drama of France, London/Oxford/New York 1971